# Prologue général

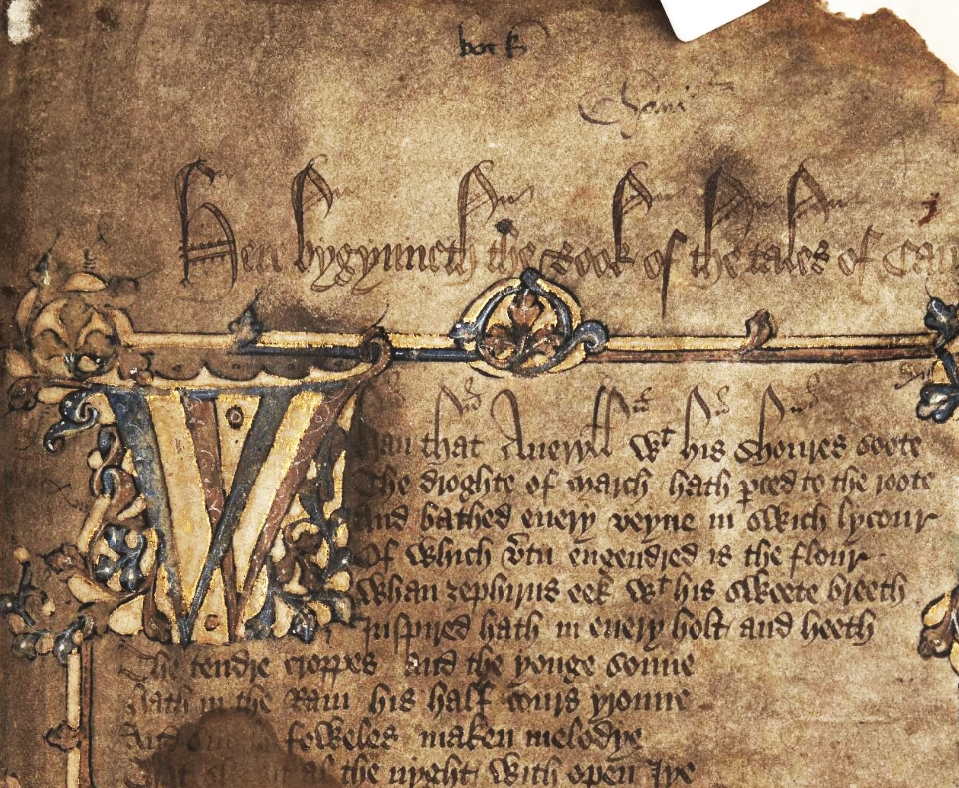
Les premiers vers du Prologue général dans le manuscrit Hengwrt.

Le Prologue général est l'introduction des Contes de Canterbury de Geoffrey Chaucer.

## Résumé
Long de 858 vers, il relate la rencontre des vingt-neuf pèlerins, dont le narrateur, à l'auberge du Tabard, à Southwark, et leur décision de partir ensemble se recueillir sur la tombe de Thomas Becket à Canterbury. Chacun d'eux fait l'objet d'une description plus ou moins longue : un chevalier, son fils écuyer et son yeoman, une prieure, accompagnée d'une deuxième nonne et de leur aumônier, un moine, un frère mendiant, un marchand, un universitaire, un juriste, un franklin, un mercier, un charpentier, un tailleur, un teinturier, un tisserand, un cuisinier, un marin, un médecin, une bourgeoise de Bath, un curé, son frère laboureur, un meunier, un économe, un régisseur, un huissier, un vendeur d'indulgences, l'aubergiste du Tabard, et enfin Chaucer lui-même.
L'aubergiste décide d'accompagner les pèlerins et leur propose un jeu pour égayer le voyage : chacun d'eux racontera quatre histoires, deux à l'aller et deux au retour, et la meilleure histoire vaudra à celui qui l'a racontée un repas gratuit. Un tirage au sort désigne le Chevalier pour être le premier à prendre la parole.